# Stara Rumia
Stara Rumia (kaszub.: Stôrô Rëmiô, niem.: Rahmel, Rhamel) – nazwa kulturowa terenu dawnej wsi Rumia, obecnie jej obszar stanowi część miasta Rumia. Nazwa nie funkcjonuje urzędowo, ale jest używana zwyczajowo.
Część współczesnego miasta najwcześniej wymieniana w źródłach, pierwszy na obszarze dzisiejszego miasta majątek cysterski (ok. 1223/1224), siedziba parafii, zalążek przyszłego ośrodka miejskiego – stąd powszechne określenie Stara Rumia, co znajduje potwierdzenie w źródłach historycznych, gdyż pobliski majątek w Janowie określany był w zapisach jako Nowa Rumia (kaszub. Nowô Rëmiô, 1899). W najstarszych zapisach wieś występuje jako: Rumina (1220; 1223/1224), Rumnam (1235), Rumpna (1245), Romele (1399), Rumija, Rumia (1570), Romla, Romlia (1582), Ramelaw (1602), Rameln (1772), Rahmel (1796), Rumia, niem. Rahmel al. Rhamel (1899).
Na terenie obecnego ośrodka miejskiego ludzie tworzyli osady już we wczesnej epoce żelaza VI-IV wiek p.n.e. (wykopaliska w rejonie sąsiedniego Zagórza). W latach 1957–1958 w rejonie dzisiejszych ulic: Starowiejskiej i Mickiewicza (teren Starej Rumi) odkryto cmentarzysko zawierające 339 grobów z okresów późnolateńskiego (od 125 lat p.n.e. do początku n.e.) i rzymskiego (1-375 r. n.e.). Groby należały do ludności grupy oksywskiej (Kultura przeworska), szeroko rozpowszechnionej na Pomorzu. Po uformowaniu się państwa polskiego tutejszy obszar należał do namiestników gdańskich. Około 1223/1224 r. książę pomorski Świętopełk II nadał Rumię klasztorowi cystersów w Oliwie; w posiadaniu zakonników wieś znajdowała się aż do 1772 r.

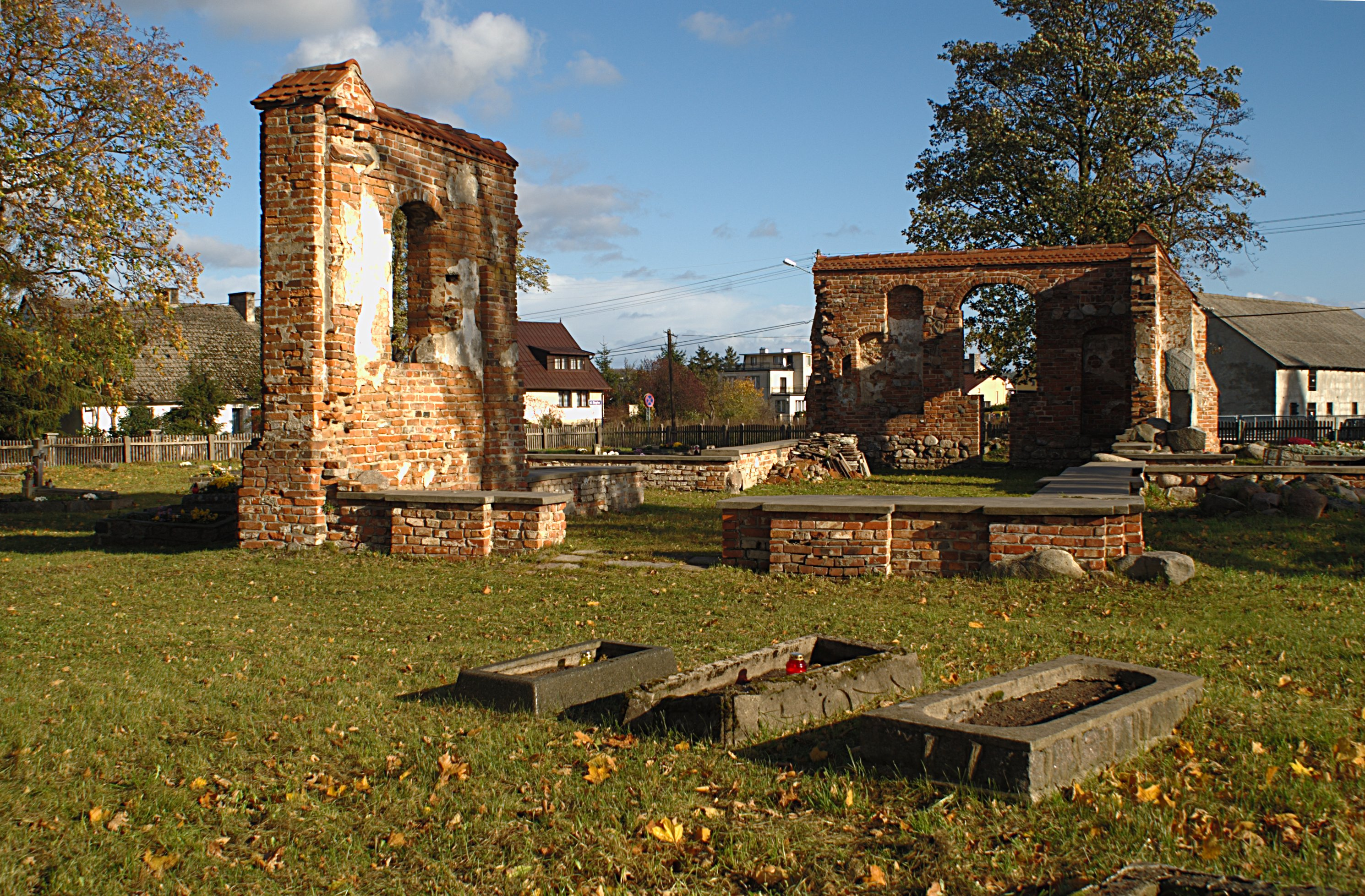
Ruiny kościoła Krzyża Świętego w Starej Rumi

Na terenie Starej Rumi pozostały ruiny kościoła pw. Krzyża Świętego. Kościół parafialny w Rumi wzmiankowany był w 1253 roku, świątynia powstała przypuszczalnie na początku XIII wieku. W 1583 roku wzmiankowany jest kościół pod wezwaniem św. Stanisława, w latach 1686–1687 protokół wizytacyjny informuje o istnieniu kościoła pw. św. Mikołaja i Krzyża Świętego. Po 1781 roku świątynię rozbudowano, od końca XIX wieku obiekt zaczął popadać w zapomnienie, liczba parafian wymagała budowy nowej świątyni, do dziś zachowały się część gotyckiego prezbiterium z XIII lub XIV wieku i fragment ściany, z XVIII-wiecznej rozbudowy.
W Rumi od wieków działały młyny wodne i kuźnica. Powstawaniu budowli hydrotechnicznych sprzyjało naturalne położenie osady nad brzegiem Zagórskiej Strugi. Pierwszy młyn założyli cystersi, wzmiankowany w rejestrze poborowym z lat 1570-1571 jako jednokołowy młyn mączny. Dokument ten potwierdza również istnienie we wsi karczmy. Od XVII wieku młyn należał już do świeckich właścicieli. W miejscu obecnej siedziby Miejskiego Domu Kultury (dworek z XVIII wieku) przy ul. Starowiejskiej i Mickiewicza do 1939 roku znajdowało się założenie kuźnicze, które wzmiankowane jest w 1603 roku, w związku z przekazaniem tego terenu na zasadzie dzierżawy Wartymbergowi Preussowi. Wcześniej kuźnicą zarządzali cystersi. Obecnie znajduje się tu park, odtworzony jaz na Zagórskiej Strudze, tzw. Domek Kaszubski (nawiązujący architekturą do budowli młyńskich) i wspomniany dworek. Przy Placu Kaszubskim młyn użytkowany był do 1939 roku, zachował się budynek dawnego młyna z przełomu XIX/XX wieku, po II wojnie światowej adaptowany na siedzibę straży pożarnej.
W połowie XIX wieku powstał w Rumi kościół ewangelicki zniszczony w 1945 roku (obecnie sala gimnastyczna Szkoły Podstawowej Nr 1).
Obecny kościół murowany, zbudowano w latach 1914–1918 w stylu neorenesansowym. Konsekrowany był 19 czerwca 1921 r. przez bp. Jakuba Klundera. W czasie II wojny światowej Rumia została zbombardowana, m.in. zostało zniszczone pobliskie lotnisko, które zbudowano na terenie dawnego folwarku cysterskiego (dziś na tym terenie znajduje się osiedle domów jednorodzinnych).
Na cmentarzu parafialnym liczne mogiły żołnierzy obrońców. W 1945 roku ponowne bombardowania terenu dzisiejszej Rumi – trzytygodniowa obrona niemiecka.
W 1954 roku scalono wsie: Rumia, Zagórze, Szmelta, Janowo, Biała Rzeka – powstało miasto Rumia.